# Barbara Bracke
Barbara Bracke (1968) is een Vlaamse actrice. Ze is vooral bekend door haar rol als Elke Bartsoen in Familie en Vennebos.

## Filmografie
- Wittekerke (1994) - Vanessa
- Niet voor publikatie (1994-1995) - Chrisje
- Editie (1995) - Isabelle
- Vennebos (1997)
- Spoed (2004) - Moeder van Wendy
- Familie (1998-2008) - Elke Bartsoen
- Thuis (2008) - Mevrouw De Moor
- Aspe (televisieserie) (2010) - Ingrid